# Zwijntje
Zwijntje is een Belgisch bier. Het wordt in opdracht van de Feestcommissie Zwijnaarde gebrouwen door Brouwerij Van Steenberge te Ertvelde.

## Achtergrond
De naam Zwijntje verwijst naar Zwijnaarde, een deelgemeente van Gent. Het bier werd in 1993 gelanceerd in opdracht van de Feestcommissie Zwijnaarde. Zwijntje is een etiketbier; het moederbier is Augustijn.

## Het bier
Zwijntje is een goudblond bier van hoge gisting met een alcoholpercentage van 8%. Het bier wordt verkocht in flessen van 33 cl en is verkrijgbaar in drankhandels doorheen Vlaanderen.